# Alberto Bojórquez Patrón
Alberto Bojórquez Patrón (n. 1 de enero de 1941 Motul, Yucatán, México - 14 de julio de 2003 Ciudad de México, México) fue un director y guionista mexicano de cine.

## Biografía
Estudió la Licenciatura de Ciencias Sociales en la Facultad de Ciencias Políticas y Sociales de la UNAM. En 1965 ingresó al CUEC-UNAM, con la especialización de Dirección de cine (1970).
Se desempeñó como director de cortometrajes y cápsulas publicitarias, realizó varios cortometrajes documentales de 1967 a 1976 para instituciones públicas como UNAM, SEP (Unidad de Televisión educativa) y el Centro Nacional de Productividad.
Los meses y los días (1971) fue su primer largometraje producido de manera independiente, logró mantenerse por 32 semanas de exhibición en el desaparecido Cine Regis. Debutó en la industria dirigiendo el primer episodio, "Fe", de la trilogía Fe, Esperanza y Caridad (1972). En 1974 realizó el largometraje La lucha con la pantera, inspirado en el libro de cuentos de José de la Colina. Con su cinta Lo mejor de Teresa (1977), el director yucateco obtuvo el Ariel en 1978.
En 1990 fue comentarista de Radio 690 sobre temas de cine y de ópera en el programa Qué hay de bueno. Y produjo para el Canal 22 la serie Mujeres que trabajan (1994 y 1995).
El director cinematográfico Alberto Bojórquez Patrón falleció el lunes 14 de julio de 2003 en su domicilio, a las 5 de la mañana, a causa de un infarto al corazón. Sus restos fueron incinerados en el Panteón Español.

## Trayectoria

### Películas
- Los años de Greta (1992)
- Robachicos (1986)
- Los jornales de azúcar (1983)
- Retrato de una mujer casada (1979)
- Adriana del Río, actriz (1978)
- Hermanos del viento (1976)
- Lo mejor de Teresa (1977)
- La lucha con la pantera (1974)
- Fe, Esperanza y Caridad (1974) segmento "Fe"
- Los meses y los días (1973)
- Barcarola (1966)

### Cortometrajes
- Los libros tienen la palabra (1986) Documental
- Cuando llegó al jardín (1974)
- Durmientes (1974) Documental
- Festival infantil del Istmo (1974) Documental
- Fiesta de la vela zandunga (1974) Documental
- Servicio social: Istmo (1974) Documental
- Servicio social: Veracruz (1974) Documental
- Veinte de noviembre (1974) Documental
- Caminos de madera (1973) Documental
- La angostura (1973)
- Los que sí y los que no (1973) Documental
- Sociopolítica (1968) Documental
- A la busca (1967)
- Escuela nacional de odontología (1967)
- Sociología (1967)

### Televisión
- Mujeres que trabajan (1996) Serie
- Los nuestros (1987) Documental
- México plural (1985) Documental